# Lichtenau (Renania Settentrionale-Vestfalia)
Lichtenau è una città di 10 685 abitanti della Renania Settentrionale-Vestfalia, in Germania.
Appartiene al distretto governativo (Regierungsbezirk) di Detmold ed al circondario (Kreis) di Paderborn (targa PB).